# Ulrike Knospe
Ulrike Knospe (* 1966 in Essen) ist eine deutsche Schauspielerin.

## Leben
Ulrike Knospe stammt aus Essen. Ihre Schauspielausbildung absolvierte sie an der Hochschule für Musik und Darstellende Kunst in Graz.
Knospe trat vor allem als Theaterschauspielerin auf. Sie war nach Abschluss ihrer Schauspielausbildung festes Ensemblemitglied am Staatstheater Wiesbaden (1993–1996). Es folgten Engagements an den Städtischen Bühnen Heidelberg (1997–1998), am Schauspielhaus Zürich (1997 und 1999–2000) und am Nationaltheater Mannheim (1998–2000).
Zu ihren wichtigen Bühnenrollen in dieser Zeit gehörten: Nina in Seltsames Intermezzo von Eugene O’Neill (Theater Heidelberg 1997, Regie: Stephan Kimmig), Mascha in Drei Schwestern (Theater Heidelberg, Premiere: Februar 1997, Regie: Stephan Kimmig), Eliante in Der Menschenfeind (Schauspielhaus Zürich 1997, Regie: Werner Düggelin) und Maria in Maß für Maß (Schauspielhaus Zürich 1999, Regie: Volker Schmalöer).
2003 und 2004 gastierte sie bei den Bad Hersfelder Festspielen als Beatrice in der Goldoni-Komödie Der Diener zweier Herren. Von 2008 bis 2010 war sie am Theater Lübeck engagiert.
Seit 2012 ist sie regelmäßiger Gast bei der Bremer shakespeare company. Dort spielte sie u. a. Gertrude/Ophelia in Hamlet (2012), Hippolyta in Ein Sommernachtstraum (2012–2013; neben Erik Roßbander als Oberon), Königin Margarete in Richard III. (2013) und in Wie es euch gefällt (2014). 2015 übernahm sie bei der Bremer shakespeare company die Rolle von Elisabeth I. in Schillers Maria Stuart.
Von 2000 bis 2010 gehörte Knospe außerdem zum Ensemble der musikalischen Revue Liebesperlen an den Städtischen Bühnen Dortmund mit Schlagern und Musik der 1950er, 1960er und 1970er Jahre; seit 2011 gastiert sie weiterhin mit dieser Show.
Knospe wirkte auch in einigen Film- und TV-Produktionen mit. Im Tatort: Ein ganz normaler Fall (Erstausstrahlung: November 2011) spielte sie Claudia Schwarz, die Justiziarin der Jüdischen Gemeinde München. In kleineren Rollen war sie in dem Fernsehfilm Erinnere dich, wenn du kannst! (2005; als Ärztin Dr. Flanagan an der Seite von Dieter Pfaff), in dem ZDF-Krimi Bella Block: Das Schweigen der Kommissarin (2009; als Kindergärtnerin) und in Hermine Huntgeburths Fernsehkomödie Einmal Hallig und zurück (2015; als mondäne, klatschsüchtige Freundin Silvia) zu sehen.
Serienrollen hatte sie u. a. in der Fernsehserie Beauty Queen (2004), in der sie Katja Seeberg, die Frau des Schönheitschirurgen Professor Dr. Mark Seeberg (Jochen Horst), spielte, und als Rechtsanwältin Anna Bechstein in der RTL-Serie Im Namen des Gesetzes (2006–2008). Episodenrollen hatte sie u. a. in Der Dicke (2005; als Mandantin Susanne Kallweit), Küstenwache (2008; als Ehefrau Manuela Kupfer, deren Mann eine Schülerin missbraucht haben soll), Ein Fall für zwei (2009; als tatverdächtige Weingutsbesitzerin Britta Kaltensee) und Die Blaumänner (2012; als alleinerziehende Mutter Sabine). In der 5. Staffel der TV-Serie In aller Freundschaft – Die jungen Ärzte (2019) übernahm Knospe eine Episodenhauptrolle als Ella Kling, die Mutter der Assistenzärztin und Serienhauptfigur Dr. Vivienne Kling (Jane Chirwa).
Knospe arbeitet außerdem regelmäßig als Sprecherin für den Hörfunk (Radio Bremen, MDR, NDR, DRS, SWR). Seit 2011 ist sie Dozentin an der Schauspielschule für Kinder und Jugendliche TASK in Hamburg. Knospe lebt in Bremen.

## Filmografie (Auswahl)
- 1987: Derrick (Fernsehserie; Folge: Die Tote auf der Parkbank)
- 1998: Der Menschenfeind (Theateraufzeichnung, Schauspielhaus Zürich)
- 2004: Beauty Queen (Fernsehserie)
- 2005: Erinnere dich, wenn du kannst! (Fernsehfilm)
- 2005: Der Dicke (Fernsehserie; Folge: Flächenbrand)
- 2006–2008: Im Namen des Gesetzes (Fernsehserie; Serienrolle)
- 2007: Tatort: Strahlende Zukunft (Fernsehreihe)
- 2008: Küstenwache (Fernsehserie; Folge: Bombe an Bord)
- 2009: Bella Block: Das Schweigen der Kommissarin (Fernsehreihe)
- 2009: Ein Fall für zwei (Fernsehserie; Folge: Tod im Weinberg)
- 2011: Tatort: Ein ganz normaler Fall (Fernsehreihe)
- 2012: Die Blaumänner (Fernsehserie; Folge: Draußen vor der Tür)
- 2015: Einmal Hallig und zurück (Fernsehfilm)
- 2018: Tatort: Blut (Fernsehreihe)
- 2019: In aller Freundschaft – Die jungen Ärzte (Fernsehserie; Folgen: Volle Verantwortung und Unter Strom)